# Vortemælk
Vortemælk (Euphorbia) er en slægt med ca. 450-2000 arter, som er udbredt i de tropiske og subtropiske egne af Afrika og Nord- og Sydamerika, men der findes også arter udbredt i de tempererede områder af verden. De sukkulente arter stammer mest fra Afrika, Nord- og Sydamerika samt Madagaskar. Desuden findes der en lang række, isolerede ø-arter, f.eks. fra Hawaii.

## Slægtskendetegn
Vortemælk-arterne er ualmindeligt forskelligartede. De kan være én- eller flerårige urter, buske eller træer. Næsten halvdelen af arterne er tørketålende og ofte også sukkulente. De kan være tornede eller tornløse, men alle arter har en ætsende og mere eller mindre giftig latex-holdig saft, der som regel er hvid eller gul.
Rødderne er enten trævlede eller tykke og kødede eller knoldede. Skuddene og ofte også sideskuddene hos de sukkulente arter er tykke og kødfulde.
Bladene er modsatte, eller eventuelt spredte eller kransstillede. Hos de sukkulente arter er bladene ofte meget små, de tabes hurtigt, og de ses under alle omstændigheder kun i forbindelse med skudvækst. Bibladene er ofte små og til dels omdannet til torne eller kirtler, – eller de mangler helt.
Alle arter har énkønnede blomster, enten på samme plante eller fordelt på forskellige individer. De er meget ufuldstændige, og de hunlige blomster kun består af en frugtknude og et tredelt støvfang, mens de hanlige blomster består af en enkelt støvtråd. Ofte er en enkelt hunlig blomst omgivet af en gruppe på fem hanlige, sådan at de tilsammen danner en uægte blomst. De manglende blosterblade bliver erstattet af den uægte blomsts på faldende nektarkirtler, de blomsterbladsagtige vedhæng til kirtlerne eller af blomsterbladagtige højblade. Hos de mest oprindelige og ikke sukkulente arter er de uægte blomster samlet i endestillede halvskærme. Hos de sukkulente arter findes de uægte blomster oftest i sidestillede og meget reducerede blomsterstande.
Frugterne er tre- eller sjældnere: torummede kapsler, der forvedder og springer eksplosionsagtigt op. Frøene er firekantede, ægformede eller kuglerunde.

## Systematik
Det har vist sig ved DNA-undersøgelser, udført af Steinmann & Porter (2002), Steinmann (2003) og Bruyns m.fl. (2006), at de såkaldte ”satellitslægter” omkring Vortemælk, nemlig Elaeophorbia, Endadenium, Monadenium, Synadenium og Pedilanthus er dybt forankrede i Vortemælk Derfor har man konsekvent overført dem til slægten med de navneændringer, det har medført. Undtagelsen er underslægten Cubanthus, der endnu ikke er undersøgt.

### Underslægter
- Esula rummer mest den oprindelige underslægt ”Esulas” arter plus nogle fra den tidligere underslægt Tirucalli. De fleste af arterne er ikke-sukkulente urter.
- Chamaesyce rummer arter fra de tidligere underslægter Chamaesyce, Agaloma og Poinsettia sammen med arter fra den tidligere sektion Arthrothamnus. Der er forholdsvis få arter, som er rod- eller stængelsukkulente.
- Euphorbia indeholder den oprindelige underslægt af samme navn, der kun rummede tornede arter, sammen med de tidligere slægter Elaeophorbia, Monadenium, Synadenium og Endadenium, den tidligere underslægt Lacanthis og de sydamerikanske arter omkring Euphorbia sipolisii. Næsten alle disse arter er sukkulente.
- Rhizanthium rummer de fleste arter af de tidligere sektioner Anthacantha, Dactylanthes, Meleuphorbia, Treisia og Trichadenia. Alle disse arter er sukkulente.

Her beskrives kun de arter, som er vildtvoksende i Danmark, eller som dyrkes her.
| Beskrevne arter |

- Blågrøn vortemælk (Euphorbia myrsinites)
- Cypresvortemælk (Euphorbia cyparissias)
- Gaffelvortemælk (Euphorbia peplus)
- Harpiksvortemælk (Euphorbia resinifera)
- Julestjerne (Euphorbia pulcherrima)
- Korsvortemælk (Euphorbia lathyris)
- Kristi tornekrone (Euphorbia milii)
- Langbladet vortemælk (Euphorbia esula)
- Levende pind (Euphorbia tirucalli)
- Liden vortemælk (Euphorbia exigua)
- Lundvortemælk (Euphorbia amygdaloides)
- Skærmvortemælk (Euphorbia helioscopia)
- Strandvortemælk (Euphorbia palustris)

| Andre arter |

- Euphorbia albomarginata
- Euphorbia antisyphilitica
- Euphorbia bulbispina
- Euphorbia decidua
- Euphorbia elastica
- Euphorbia heterophylla
- Euphorbia labatii
- Euphorbia lactea
- Euphorbia maculata
- Euphorbia maritae
- Euphorbia serrata
- Euphorbia tithymaloides
- Euphorbia virosa

## Note
1. ↑    - Peter V. Bruyns: A new subgeneric classification for Euphorbia (Euphorbiaceae) in southern Africa based on ITS and psbA-trnH sequence data i Taxon, 2006, vol. 55 (2), side 397–420. Se en opsummering online
  - V.W. Steinmann: The submersion of Pedilanthus into Euphorbia (Euphorbiaceae) i Acta Botanica Mexicana, 2003, vol. 65, side 45-50. Se hele teksten online Arkiveret 25. juni 2008 hos  Wayback Machine
  - V.W. Steinmann pg J.M. Porter: Phylogenetic relationships in Euphorbieae (Euphorbiaceae) based on ITS and ndhF sequence data. Annals of the Missouri Botanical Garden, 2002, vol. 89 (4), side 453–490. Se en opsummering online. (engelsk)